# Srednjesavske elektrarne
Srednjesavske elektrarne (kratica: SRESA) je energetsko podjetje, ki se bo ukvarjalo s proizvodnjo električne energije preko hidroelektrarn na srednjem povodju reke Sava. 
Direktor podjetja je dr. Matjaž Eberlinc, medtem ko nadzornemu svetu predseduje Blaž Košorok.

## Zgodovina
Podjetje je bilo ustanovljena leta 2011 z namenom gradnje hidroelektrarn na srednji Savi. Družbeniki podjetja so: Holding Slovenske elektrarne (60 %), Savske elektrarne Ljubljana (30 %) in GEN energija (10 %).
Načrtovana je gradnja desetih hidroelektrarn.

## Hidroelektrarne
Načrtovana je gradnja desetih hidroelektrarn:
- Hidroelektrarna Suhadol
- Hidroelektrarna Trbovlje
- Hidroelektrarna Renke
- Hidroelektrarna Ponoviče
- Hidroelektrarna Kresnice
- Hidroelektrarna Jevnica
- Hidroelektrarna Zalog
- Hidroelektrarna Šentjakob
- Hidroelektrarna Gameljne
- Hidroelektrarna Tacen